# Peltonotus malayanus
Peltonotus malayanus är en skalbaggsart som beskrevs av Gilbert John Arrow 1910. Peltonotus malayanus ingår i släktet Peltonotus och familjen Dynastidae. Inga underarter finns listade i Catalogue of Life.